# Washington (ur. 1978)
Washington Luiz Mascarenhas da Silva (ur. 23 sierpnia 1978) – brazylijski piłkarz występujący na pozycji napastnika.

## Kariera piłkarska
Od 2000 do 2015 roku występował w Skoda Ksanti, Osasco, Americano, CR Vasco da Gama, Caxias, América, Portuguesa, SE Palmeiras, F.C. Tokyo, Sport Recife, Konyaspor, Vitória, São Caetano, Atlético Goianiense, Ceará, ABC, Brasiliense, Audax Rio de Janeiro, Duque de Caxias, Bragantino i São José dos Campos.
| Rozgrywki | Kraj     | Mecze | Bramki |
| --------- | -------- | ----- | ------ |
| Série A   | Brazylia | 136   | 36     |
| Süper Lig | Turcja   | 19    | 3      |
| J1 League | Japonia  | 2     | 0      |